# Danielle Gourevitch
Danielle Gourevitch, geborene Leherpeux (* 21. Januar 1941 in Pluméliau, Département Morbihan; † 13. Juni 2021) war eine französische Klassische Philologin und Medizinhistorikerin.

## Leben
Nach dem Studium an der École normale supérieure de jeunes filles in Sèvres bestand Gourevitch 1964 die Agrégation (Staatsprüfung für das höhere Lehramt) im Fach Grammatik und schloss 1965 ein Graduiertenstudium bei Paul-Marie Duval in der historisch-philosophischen (IV.) Sektion der École pratique des hautes études (EPHE) ab. Nach einem Jahr als Lehrerin am Mädchen-Lycée in Fontainebleau war sie von 1966 bis 1969 Mitglied der École française de Rome. Ab 1969 lehrte sie als wissenschaftliche Assistentin, später Maître-assistante, Maître de conférences und schließlich bis 1989 Professorin für Latinistik an der Université de Paris X - Nanterre. 
Mit Forschungen zur Vorstellung und zum Erleben von Gesundheit und Krankheit in der griechisch-römischen Welt während der hellenistischen und römischen Epoche schloss sie 1981 das doctorat ès lettres (entspricht etwas einer Habilitation) ab. Sie war eine enge Mitarbeiterin des Medizinhistorikers Mirko Grmek. Als dessen Nachfolgerin wurde sie 1989 zum Directeur d’études in der IV. Sektion der École pratique des hautes études gewählt. Dort hatte sie bis zu ihrem Eintritt in den Ruhestand 2008 den Lehrstuhl für Geschichte der Medizin inne.
Ihre Forschungsschwerpunkte waren die griechische und die römische Medizin sowie die medizinische Gelehrsamkeit im 19. Jahrhundert.
Unter anderem war sie Ehrenpräsidentin der Société Française d’Histoire de la Médecine, Präsidentin der Société française d’histoire de l’art dentaire und Mitglied des Institute for Advanced Studies in Princeton.
Sie war Chevalier de la Légion d’honneur und Officier des palmes académiques.

## Veröffentlichungen (Auswahl)
Monographien
- Le mal d’être femme. La femme et la medécine dans la Rome antique. Les Belles Lettres, Paris 1984, ISBN 2-251-33803-9.
- Le triangle hippocratique dans le monde gréco-romain. Le malade, sa maladie et son médecin (= Bibliothèque des Ecoles Françaises d'Athènes et de Rome. 251). École française de Rome, Rom 1984, ISBN 2-7283-0064-X.
- mit Marie-Thérèse Raepsaet-Charlier: La femme dans la Rome antique. Hachette Littératures, Paris 2001, ISBN 2-01-235310-X.

Editionen
- Soranos d’Éphèse: Maladies des femmes. Tome I, livre 1. Texte établi, traduit et commenté par Paul Burguière, Danielle Gourevitch, Yves Malinas. Les Belles Lettres, Paris 1988, ISBN 2-251-00402-9.
- Hippocrate: De l’art médical (= Le Livre de Poche. Bibliotheque Classique. 704). Traduction d’Émile Littré. Textes présentés, commentés et annotés par Danielle Gourevitch. Introduction par Danielle Gourevitch, Mirko Grmek et Pierre Pellegrin. Librairie Générale Française, Paris 1994, ISBN 2-253-90704-9.

Herausgeberschaften
- Maladie et maladies. Histoire et conceptualisation. Mélanges en l’honneur de Mirko Grmek (= École Pratique des Hautes Études, IV. Section, Sciences Historiques et Philologiques. 5: Hautes études médiévales et modernes. 70, ZDB-ID 1165098-9). Édition préparée par Danielle Gourevitch. Librairie Droz, Genf 1992.
- La mission de Charles Daremberg en Italie. (1849–1850). Manuscrit conservé à la bibliothèque de l'Académie Nationale de Médecine (= Memorie e documenti su Roma e l'Italia meridionale. NS 5). Présenté, édité et annoté par Danielle Gourevitch. Centre Jean Bérard, Neapel 1994, ISBN 2-903189-44-7.
- Histoire de la médecine. Leçons méthodologiques. Sous la direction de Danielle Gourevitch. Ellipses, Paris 1995, ISBN 2-7298-9568-X.
- Médecins érudits de Coray à Sigerist. Actes du colloque de Saint-Julien-en-Beaujolais (juin 1994). Textes réunis et édités par Danielle Gourevitch. de Boccard, Paris 1995, ISBN 2-7018-0095-1.

Artikel
- Charles Daremberg, his Friend Émile Littré, and Positivist Medical History. In: Frank Huisman, John Harley Warner (Hrsg.): Locating Medical History. The Stories and their Meanings. The Johns Hopkins University Press, Baltimore MD u. a. 2004, ISBN 0-8018-7861-6, S. 53–73, (Google Bücher).